# 미즈노야 가쓰타카

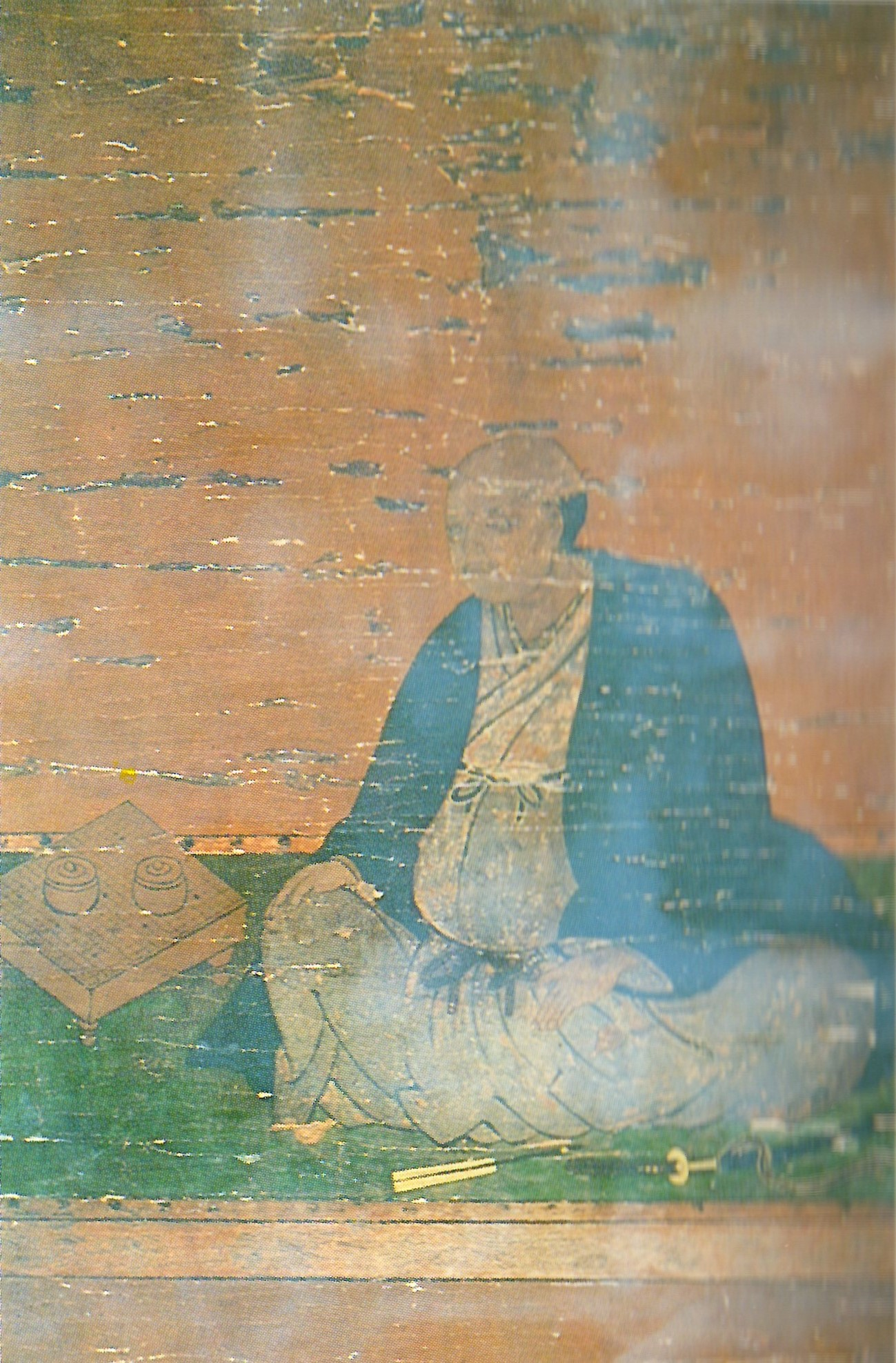
미즈노야 가쓰타카

미즈노야 가쓰타카(일본어: 水谷勝隆, 1597년 ~ 1664년 6월 26일)는 히타치 시모다테번 제2대 번주, 빗추 나리와번주, 동국 마쓰야마번 초대 번주를 지냈다.
시모다테번 선대 번주 미즈노야 가쓰토시의 장남으로 태어났다. 어머니는 홋타 마사요시의 딸이다.

## 같이 보기
- 홋타 마사토시 - 가쓰타카의 사촌 동생

| 전임 미즈노야 가쓰토시 | 제2대 시모다테 번 번주 (미즈노야가) 1606년 ~ 1639년 | 후임 마쓰다이라 요리시게 |

| 전임 야마자키 이에하루 | 나리와 번 번주 (미즈노야가) 1639년 ~ 1642년 | 후임 막부령(야마자키 하루마사) |

| 전임 이케다 나가쓰네 | 제1대 빗추 마쓰야마 번 번주 (미즈노야가) 1642년 ~ 1664년 | 후임 미즈노야 가쓰무네 |